# Lühburg

Situation de Lühburg

Lühburg est une ancienne commune rurale allemande de l'est de l'arrondissement de Rostock appartenant au Mecklembourg-Poméranie-Occidentale et au canton de Gnoien. Sa population, en diminution, comptait 242 habitants au 31 décembre 2010.

## Géographie
Le village se situe à trente kilomètres de Rostock entre Gnoien et Tessin dans la vallée de la Warbe.
Outre Lühburg, les villages de Basse, Gottesgabe, Repnitz et Strietfeld font partie de la commune.

## Tourisme et architecture
- Le manoir le plus ancien du Mecklembourg qui soit construit en style français se trouve à Lühburg. Il a brûlé en 1970 et a été restauré après la réunification allemande. On y trouve aujourd'hui des chambres d'hôtes, des appartements de vacances et un bureau d'ingénieur.
- L'église de Basse a été mentionnée pour la première fois en 1364. On y trouve les stèles funéraires médiévales de la famille von Bassewitz et une décoration intérieure particulièrement riche datant de l'époque de la Réforme protestante.

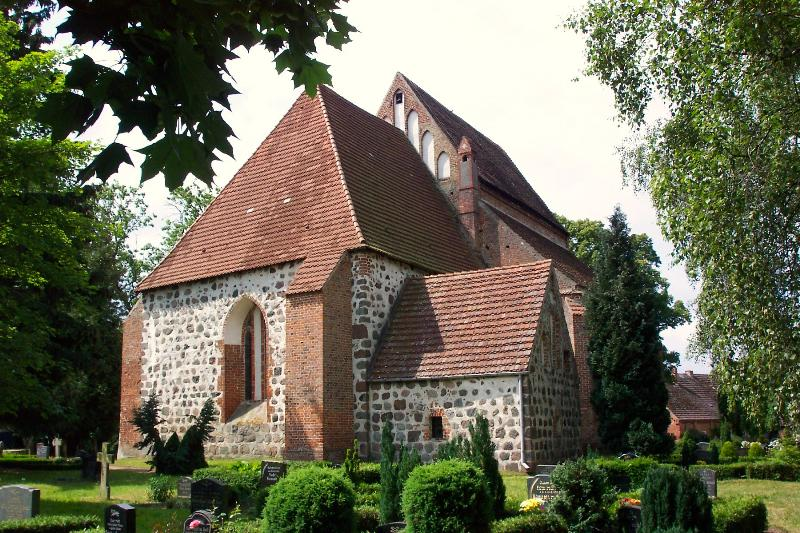
Vue de l'église de Basse
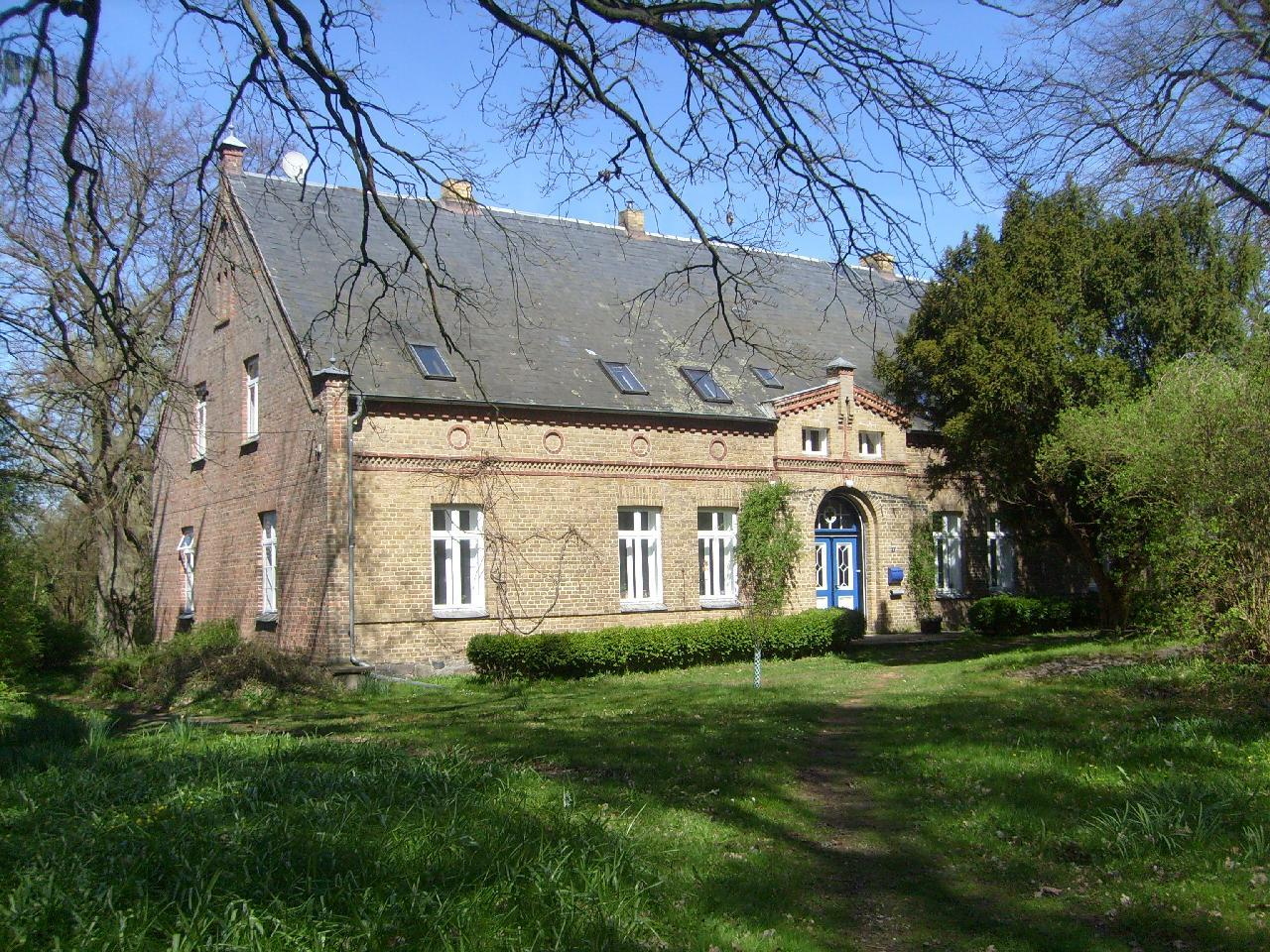
Maison paroissiale et maison du pasteur de Basse